# Casa al carrer de la Rosa, 14-24 (Sabadell)
La Casa al carrer de la Rosa, 14-24 és una obra de Sabadell (Vallès Occidental) protegida com a Bé Cultural d'Interès Local.

## Descripció
Immoble d'habitatges entre mitgeres, de planta baixa i tres pisos.
La façana principal, composta segons cànons clàssics (breu distinció de basament, reducció d'obertures i volades de lloses de balcó en alçada i eixos verticals de composició cars), compta amb un únic eix vertical centrat a la façana. Al basament s'hi troba el portal d'arc recte, balconeres amb lloses de balcó a la planta primera i segona i obertura tipus finestra a la planta tercera, amb l'emmarcament enganxat a la cornisa superior amb dintell.